# Список кардиналов, возведённых папой римским Мартином V
Кардиналы, возведённые Папой римским Мартином V — 17 прелатов и клириков были возведены в сан кардинала на четырёх Консисториях за тринадцатилетний понтификат Мартина V.
Самой крупной консисторией были Консистория от 24 мая 1426 года, на которой было возведено двенадцать кардиналов.

## Консистория от 23 июня 1419 года
- Бальтазар Косса, епископ Фраскати (Папская область).

## Консистория от 23 июля 1423 года
- Доминго Рам-и-Ланаха, C.R.S.A., епископ Лериды (королевство Арагон);
- Доменико Капраника, епископ Фермо (Флорентийская республика).

## Консистория от 24 мая 1426 года
- Жан де ла Рошталье, архиепископ Руана (королевство Франция);
- Луи Алеман, C.R.S.J., архиепископ Арля (королевство Франция);
- Генри Бофорт, епископ Уинчестера (королевство Англия);
- Ян Железны, O. Praem., епископ Оломоуца, администратор Литомишля и Праги (королевство Богемия);
- Антонио Казини, епископ Сиены (Сиенская республика);
- Николо Альбергати, O.Carth., епископ Болоньи (Папская область);
- Раймон Майроз, епископ Кастра (королевство Франция);
- Хуан Сервантес, архидиакон Севильи и прокуратор короля Кастилии в Римской курии (королевство Кастилия);
- Ардичино делла Порта старший, консисторский адвокат (Папская область);
- Гуго де Лузиньян, архиепископ Никосии и титулярный латинский патриарх Иерусалимский (Кипрское королевство);
- Просперо Колонна, племянник Его Святейшества, апостольский протонотарий (Папская область);
- Джулиано Чезарини  старший, аудитор Трибунала Священной Римской Роты (Папская область).

## Консистория от 8 ноября 1430 года
- Хуан Касанова, O.P., епископ Эльна (королевство Арагон);
- Гийом Ражнель де Монфор, епископ Сен-Мало (королевство Франция).